# Skåne

The Flag of Skåne. Introduced 1902; used by Skåne Regional Council since 1999

Skåne (Ngheⓘ là một trong những tỉnh truyền thống cực nam của Thụy Điển (landskap). Tỉnh này tạo thành một bán đảo ở phía Nam của bán đảo Scandinavia, và một số đảo lân cận. Các phân khu hành chính hiện đại (län) là hạt Skåne gần như nhưng không hoàn toàn cùng ranh giới với tỉnh. Các thành phố lớn nhất là Malmö, cũng là lớn thứ ba ở Thụy Điển và trung tâm hành chính của hạt Skane.
Về phía bắc, Skåne giáp các tỉnh Halland và Småland, Blekinge phía đông bắc, phía đông và phía nam biển Baltic, và về phía tây các eo biển Øresund. Từ năm 2000 một cây cầu đường bộ và đường sắt, cầu Øresund, đã tạo thành một kết nối giao thông cố định đến đảo Zealand của Đan Mạch. Nó là một phần của khu vực xuyên quốc gia Øresund.
Cũng giống như các tỉnh của Thuỵ Điển hiện nay không còn chức năng hành chính. 
Cho đến trước khi có Hòa ước Roskilde năm 1658 thì tỉnh này một phần của Vương quốc Đan Mạch. Sau đó tỉnh này được chuyển sang thuộc Thụy Điển. Sau đó có xác nhận của Hòa ước Copenhagen (1660), Hoà ước Lund 1679, Hòa ước Travendal 1700. Nỗ lực cuối cùng của Đan Mạch cố gắng chiếm lại tỉnh không thành công vào năm 1710, sau trận Helsingborg.
Khoảng cách 130 km từ Bắc vào Nam, Skåne chiếm chưa đến 3% tổng diện tích của Thụy Điển, nhưng dân số khoảng 1.230.000 người, chiếm 13% tổng số dân của Thụy Điển. Khoảng 16% tổng dân số của tỉnh là sinh ở nước ngoài. Skåne là tỉnh đông dân thứ hai của Thụy Điển, chỉ sau Södermanland.

## Văn Hóa và Lịch Sử
Skåne có một lịch sử đa dạng và là nơi có nhiều di tích lịch sử quan trọng.
Thành phố Lund có một trường đại học cổ điển và nhà thờ Lund, một công trình kiến trúc tôn giáo lâu dài.

## Nông Nghiệp và Nông Sản
Skåne là một khu vực nông nghiệp quan trọng của Thụy Điển, với các cánh đồng, trang trại, và các khu vườn trải dài.
Nông sản quan trọng bao gồm lúa mạch, hạt và rau củ.

## Giao Thông và Kết Nối
Skåne có một hệ thống giao thông phát triển với đường sắt và đường cao tốc, nối liền với Đan Mạch qua cầu Øresund.
Sân bay quốc tế Malmö (Sturup Airport) cung cấp dịch vụ hàng không trong và ngoài nước.